# Norillag

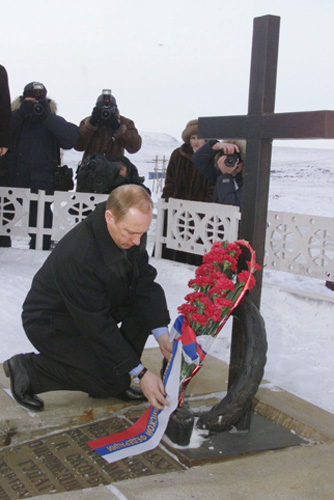
Vladimir Putin, in visita a Noril'sk, posa dei fiori nel complesso memoriale dedicato alle vittime del Norillag (2002).

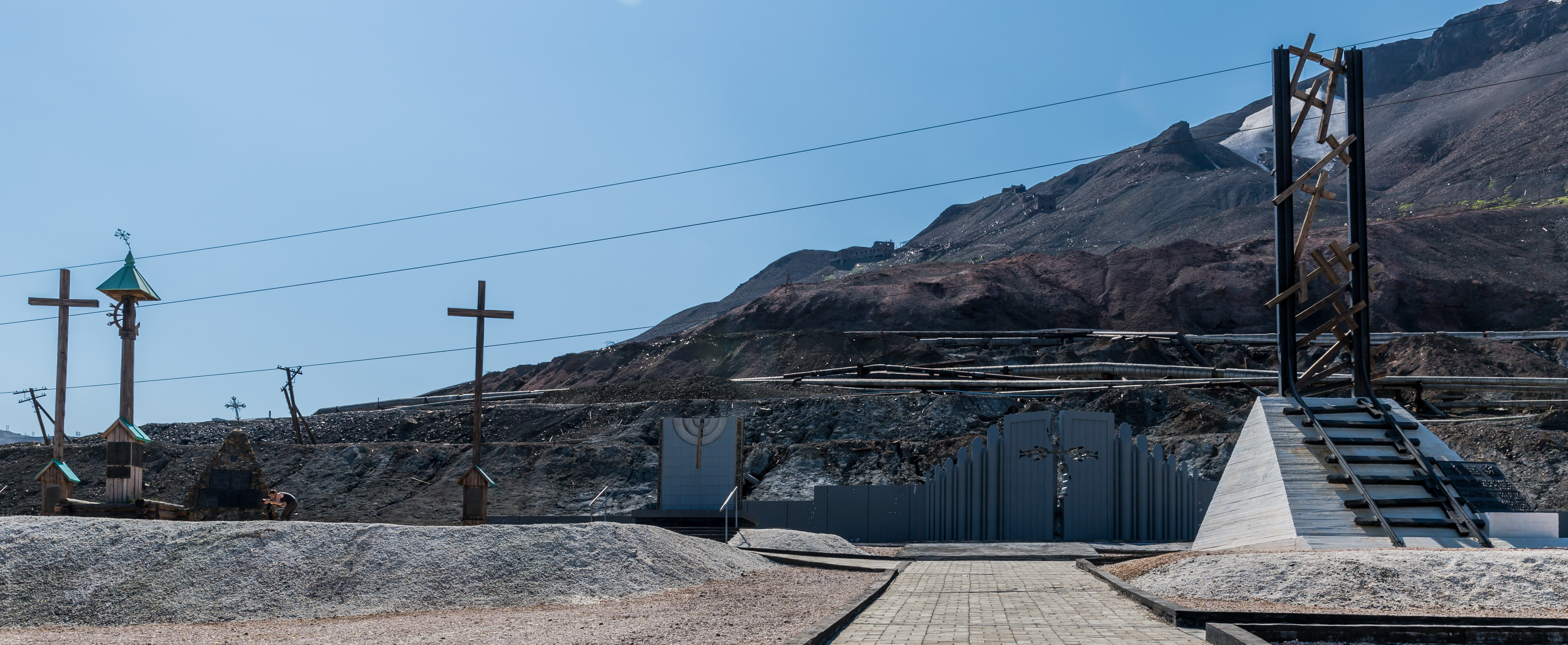
Il complesso memoriale dedicato alle vittime del Norillag, sito nei pressi del Calvario di Noril'sk.

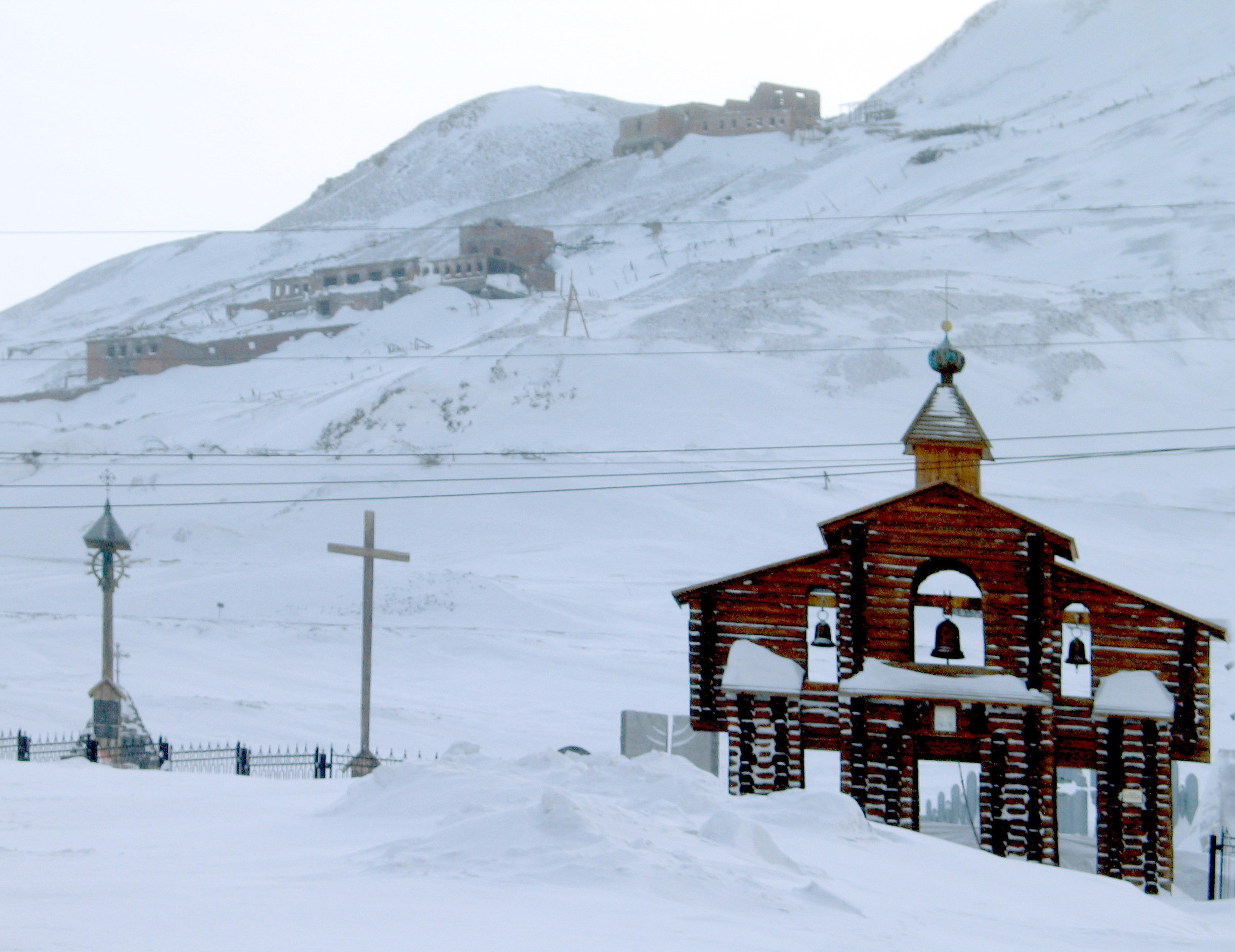
Il Calvario di Noril'sk sepolto da una copiosa nevicata (2008).

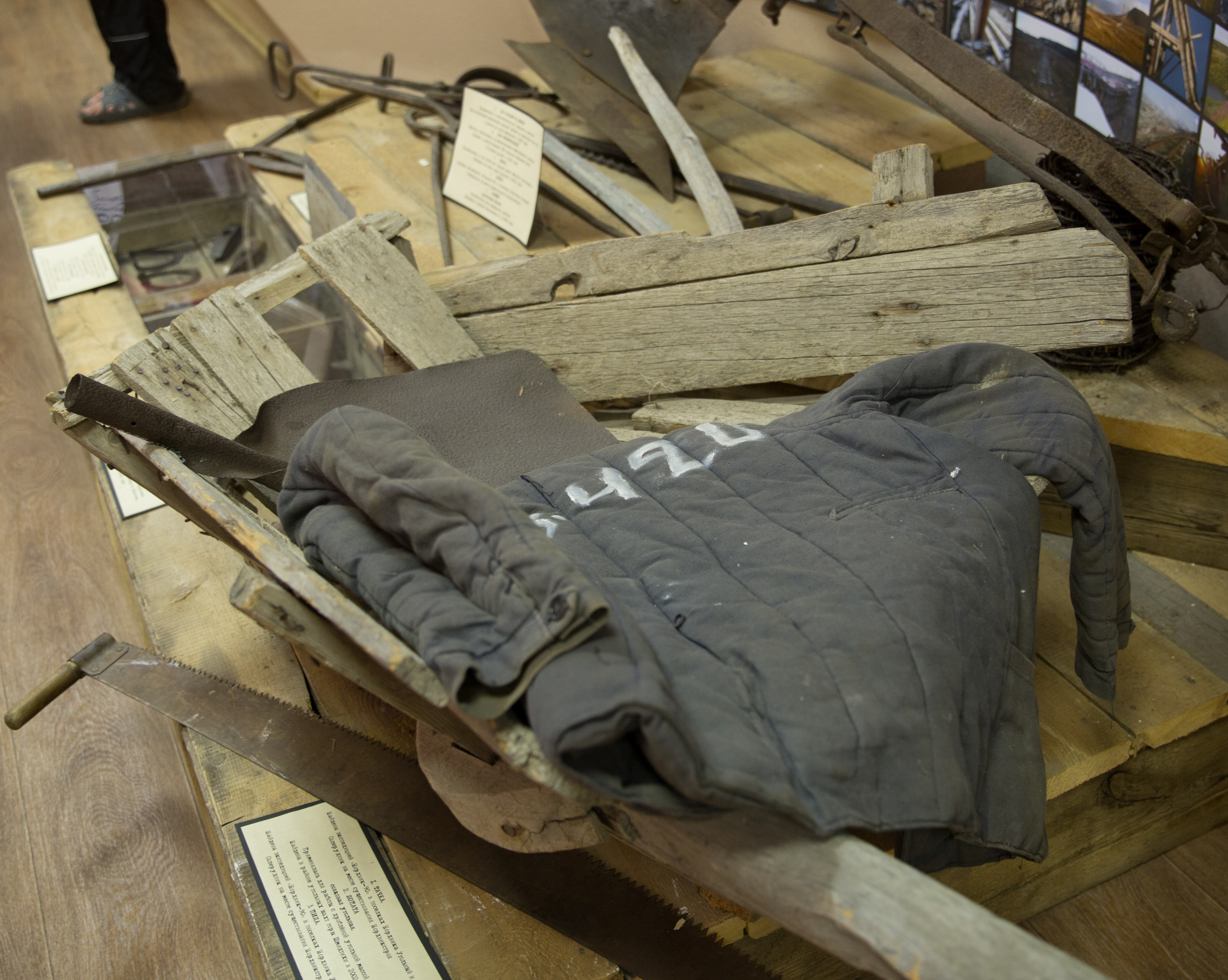
Tenuta da lavoro del gulag di Norillag.

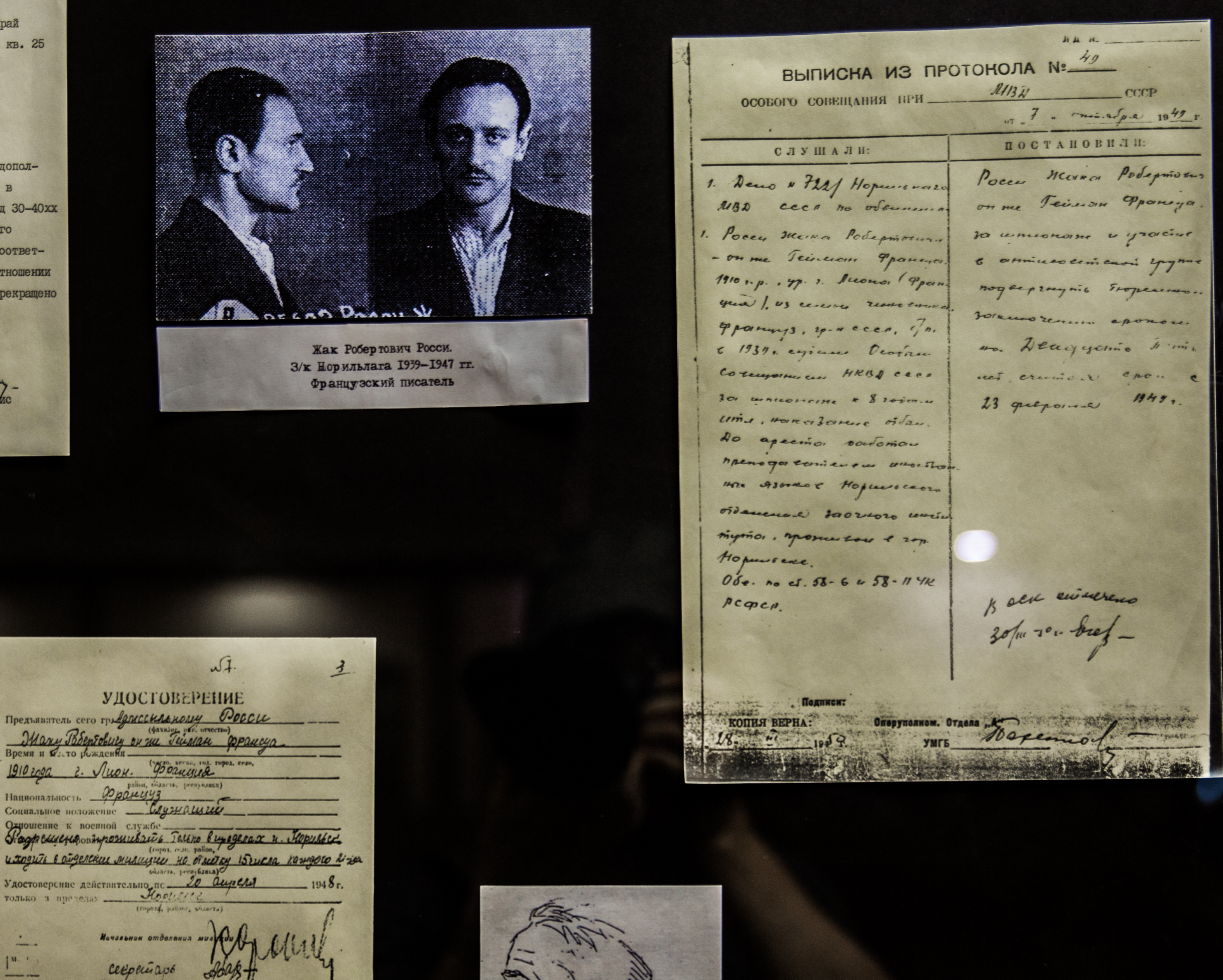
Documenti identificativi di un prigioniero franco-polacco: Jacques Rossi. Sopravvissuto e tornato al complesso memoriale delle vittime nel 1996 per onorare le vittime del Norillag.

Norillag (in russo Норильлаг?, Noril'lag), ossia il campo correttivo di lavoro di Noril'sk, era un gulag stanziato nella zona dell'attuale città di Noril'sk nel territorio di Krasnojarsk, in Siberia settentrionale ed è esistito dal 25 giugno 1935 al 22 agosto 1956.

## Storia
Il Norillag è stato avviato con circa 1.200 prigionieri ed è arrivato ad un picco di 72.500 persone, divise in 30 sezioni, nel 1951. L'associazione Memorial ha estimato che da questo gulag siano passati circa 400.000 prigionieri di 22 nazionalità diverse ed è stato calcolato che qui siano decedute 16.806 persone.
È sulla base di questo campo di lavoro che vennero costruite, dagli stessi prigionieri, la città di Noril'sk e le miniere di rame, nichel e palladio della zona, oltre che la ferrovia che collega la città a Dudinka costruita tra il 1936 ed il 1939.
Nel 1948 viene creato un gulag secondario, sempre appartenente al Norillag, chiamato "campo speciale di Gorlag" (Campo di Montagna) e viene destinato esclusivamente ai prigionieri politici. Il Gorlag si concentrava sulle attività minerarie e in molti furono trasferiti dal Norillag a questo campo, soprattutto donne. Ha ospitato, in totale, 21.000 prigionieri.
Vi era inoltre, all'interno di Norillag, la sezione di Kalagorn. Sita attualmente nei pressi di Kajerkan, era adibita a prigione per chi veniva messo in punizione. I carcerati rimanevano qui, anche solo per pochi giorni, a lavorare nella cava di calcare sita di fianco agli edifici. Vi erano anche torture ed esecuzioni e raramente le persone sopravvivevano. Kalagorn fu utilizzata per un periodo di tempo come carcere anche dopo la chiusura del gulag.
Dal 26 maggio al 4 agosto 1953, dopo la morte di Iosif Stalin, avvenne a Norillag la maggiore protesta in un gulag, chiamata Rivolta di Noril'sk. Iniziò nel Gorlag e venne attuata mediante una forma di protesta non violenta: sciopero della fame, lettere al governo, scioperi, incontri ecc. Parteciparono circa 16.000 persone a questa protesta contro il sistema gulag; per porvi fine venne repressa con violenza e provocò 100 morti e 250 feriti tra i detenuti.
Attualmente, del campo di Norillag, sono rimasti solamente i ruderi delle costruzioni e qualche mobilio. Tutto però è in stato di degrado, anche a causa del logorante vento freddo siberiano che colpisce il territorio. Ai piedi del monte Schmidt, in ricordo alle vittime di Stalin, vi è un complesso memoriale chiamato Calvario di Noril'sk.

## Prigionieri notabili
- Nikolaj Nikolaevič Urvancev, geologo ed esploratore.
- Jacques Rossi, scrittore e poliglotta.
- Isaiah Oggins, spia comunista di origine statunitense.
- Grigorij L'vovič Kirdecov, giornalista e traduttore.
- Evfrosinija Antonovna Kersnovskaja, scrittrice ed artista.